# Roubený
Roubený (německy Raupenberg, neoficiálně též Houseník) je kopec s nadmořskou výškou 461 m, který se nachází na pomezí Lobendavy, Nové Vísky a saského Langburkersdorfu. Vrch náleží ke geomorfologickému celku Šluknovská pahorkatina, jejímu okrsku Šenovská pahorkatina a podokrsku Mikulášovická pahorkatina. Geologické podloží tvoří převážně drobně až střednězrnný dvojslídý granodiorit, který je narušen žílami doleritu. Převažujícími půdními typy jsou dystrická a modální mesobazická kambizem. Svahy severně až východně od vrcholu jsou zalesněné smíšeným a jehličnatým lesem, ostatní svahy jsou využívány jako zemědělská půda. Západní svah patří k povodí Polenze, ostatní svahy odvodňuje Bublava a Novovísecký potok, které jsou pravými přítoky Lučního potoka. Vrch tak náleží k povodí Labe a úmoří Severního moře. Západně od vrcholu prochází česko-německá státní hranice, přes kterou vede zeleně značená turistická stezka a také cyklostezka po Drážďanské cestě (zvané též Drážďanka). Ta sloužila do roku 1945 osobní dopravě a u hraničního přechodu stála celnice a hostinec. Severozápadně od vrcholu se nachází starý kamenolom.